# جو برستون
جو برستون هو صاحب مطعم وسياسي كندي، ولد في 14 يونيو 1955 في تشاتام كينت في كندا. حزبياً، نشط في حزب المحافظين الكندي. وقد انتخب عضو مجلس العموم الكندي.